# 2399 Terradas
2399 Terradas је астероид главног астероидног појаса чија средња удаљеност од Сунца износи 2,239 астрономских јединица (АЈ).
Апсолутна магнитуда астероида је 13,2.